# CVW-Privatbank
Die CVW-Privatbank AG ist eine regionale Privatbank mit Sitz im bayerischen Wilhermsdorf im Landkreis Fürth. Die Bank ist Mitglied im Bundesverband deutscher Banken e.V. sowie dessen Einlagensicherungsfonds. Die vinkulierten Namensaktien der Gesellschaft sind nicht börsennotiert und befinden sich im Besitz von rund 700 Aktionären aus dem regionalen Umfeld.

## Geschäftsfelder
Die CVW-Privatbank AG betreibt als Universalbank sämtliche Bankgeschäfte mit Privat-, Geschäfts- und Firmenkunden.

## Geschäftsgebiet und Filialen
Das Geschäftsgebiet der CVW-Privatbank AG umfasst im Wesentlichen den bayerischen Landkreis Fürth sowie den angrenzenden Ballungsraum Fürth/Nürnberg. Neben der Hauptstelle in Wilhermsdorf werden je eine Filiale in Cadolzburg und Langenzenn unterhalten. Alle drei Geschäftsstellen sind mit Selbstbedienungsbereichen (Geldautomat und Kontoauszugsdrucker) ausgestattet.

## Geschichte
Das Unternehmen wurde am 8. Juni 1884 als Kredit- & Vorschussverein, eingetragene Genossenschaft in Wilhermsdorf gegründet. Bereits fünf Jahre nach der Gründung erfolgte im Jahr 1889 die Umwandlung der Genossenschaft in eine Aktiengesellschaft und damit einhergehend die Umfirmierung in Creditverein Wilhermsdorf AG. Im Jahr 1986 wurde die Filiale in Langenzenn eröffnet, 1997 folgte die Filiale in Cadolzburg. 2006 erfolgte die Umfirmierung von Creditverein Wilhermsdorf AG zum jetzigen Namen CVW-Privatbank AG.